# Guerrero, Chihuahua
Guerrero là một đô thị thuộc bang Chihuahua, México. Năm 2005, dân số của đô thị này là 37249 người.